# Priapos

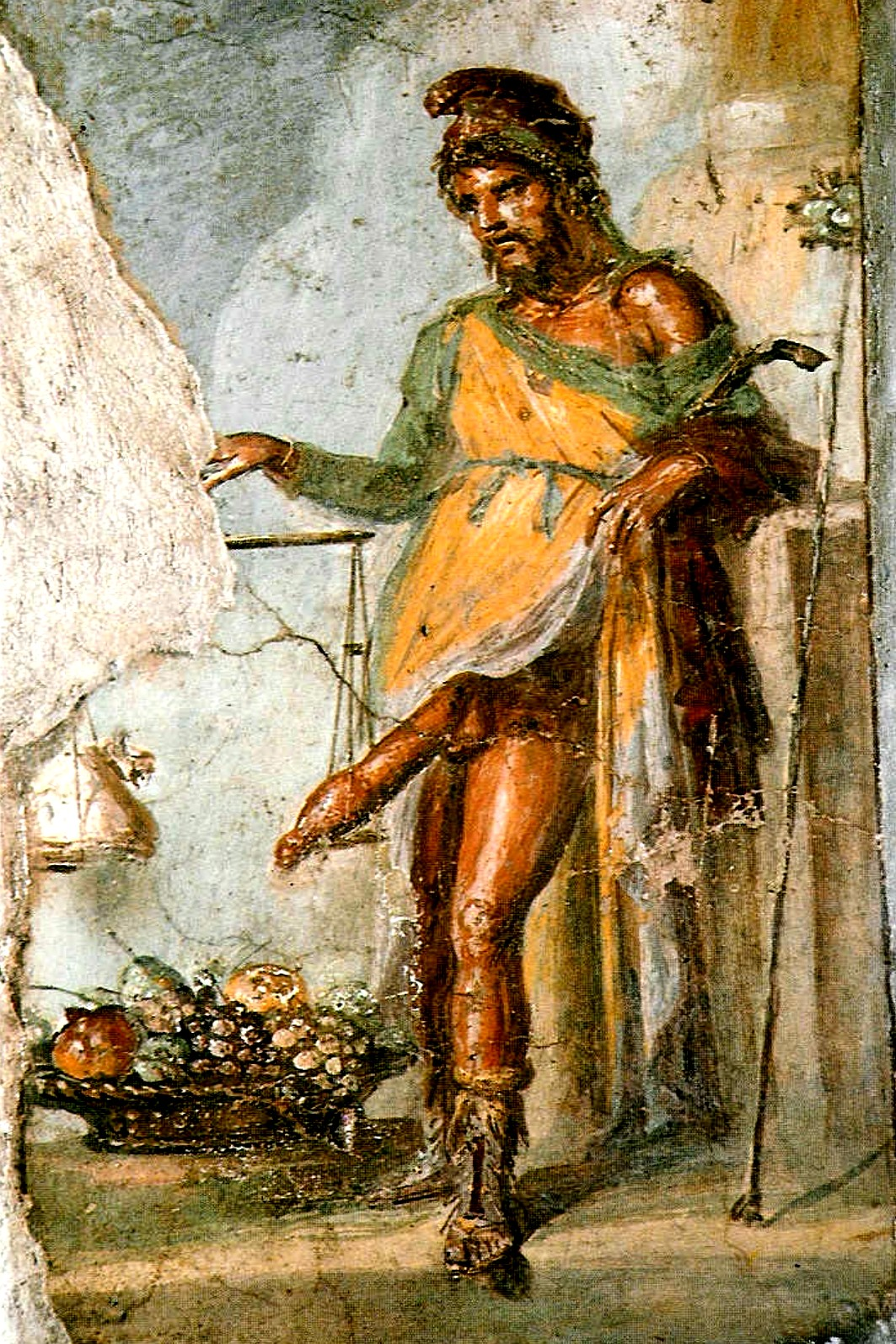
Priapos väger sitt väldiga organ mot en välfylld penningpung, en symbol för gudens förmåga att bringa lycka och välstånd. Fresken finns i bröderna Vettius hus i Pompeji.

Priapos eller Priapus (latin) var en grekisk gudomlighet som representerade naturens fruktbarhet och därför framställdes med en enorm erigerad penis. Han anses vara son till vinguden Dionysos och kärlekens gudinna Afrodite, eller den ledande gudomen Zeus och Afrodite, de mytologiska källorna spretar. Hans skepnad var lik Pans och hans bild brukade uppställas i trädgårdar. Han var en fruktbarhetsgud, som tillskrevs inflytande på både djurs, växters och människors alstringskraft. Hans ovanligt stora penis var alltid redo, inte bara för reproduktion, utan också för straff. Han hade som mål att tvinga sin vilja på alla dem som han kontrollerade och beskyddade. Hans penis var också symbol för det manliga organet som livets och skapelsens bärare.
Priaposkultens egentliga hemort var Lampsakos samt de övriga städerna utmed Hellesponten och Propontis, bland vilka en till och med bar namnet Priapos. En bild (skulptur) av Priapos brukade ställas upp i trädgårdarna, för vilka den gällde som skyddsgud (custos hortorum) och där den även tjänade till att skrämma bort fåglar och frukttjuvar. Dessutom tillskrev man den förmåga att använda det onda ögat.

## Mytologi
Enligt myten föddes Priapos i Lampsakos i Mindre Asien. Vid födseln var han vanställd och sattes ut i bergen. Han blev funnen av några herdar som tog hand om honom. Priapos stora fallos är en uppenbar källa till stolthet, då han en gång slog ihjäl en åsna som var mer välutrustad än han själv.

## Väktaren
Trästatyer, föreställande guden med enorm erigerad penis, användes som väktare för att försvara trädgårdar och odlingar från tjuvar. De straff Priapos hotade brottslingarna med var sexuellt anpassade efter kön och ålder. Kvinnor skulle våldtas i vaginan och unga pojkar i anus. Skäggprydda män fick det mest skambelagda straffet - att våldtas i munnen. I verkligheten bestraffades tjuvar och inkräktare med prygel, förnedring och sexuell förnedring. Antika källorna beskriver hur man låter slavar urinera på brottslingar som inkräktat på egendom som skyddats av Priapos. Straffet är en form av symbolisk besmutsning, där den bestraffade får lägre status än samhällets lägst stående invånare.

## Konst och litteratur
Priapeia är en samling latinska dikter ägnade till Priapos och är känd för att vara obscen. En konstnärlig avbildning av en fruktbarhetsgud, inte bara Priapos, kallas priap. Inom den romerska litteraturen finns en tradition som kallas den priapiska versen. Det är humoristiska dikter som framställer Priapos som ömsom hotfull, ömsom patetisk.
Guden var en av de många som romarna anammade, och hans bild användes i romarriket gärna som vägvisare till och skyltar för bordeller. Det sägs även att de så kallade trädgårdstomtarna har Priapos som förebild. 
År 1786 utgav Richard Payne Knight An Account of the Remains of the Worship of Priapus, där han sökte visa att kulten av denne gud levt vidare genom århundradena. Boken var led i ett projekt att återuppliva hedendomen.